# Salles-sur-Garonne
Salles-sur-Garonne – miejscowość i gmina we Francji, w regionie Oksytania, w departamencie Górna Garonna.
Według danych na rok 1990 gminę zamieszkiwało 250 osób, a gęstość zaludnienia wynosiła 44 osób/km² (wśród 3020 gmin regionu Midi-Pireneje Salles-sur-Garonne plasuje się na 813. miejscu pod względem liczby ludności, natomiast pod względem powierzchni na miejscu 1435.).